# 용담초등학교 (전북)
용담초등학교는 대한민국 전라북도 진안군 용담면 옥거리에 있었던 공립 초등학교이다.

## 연혁
- 1908년 5월 1일 사립용강학교 설립
- 1911년 9월 1일 사립용담보통학교로 개칭
- 1912년 3월 31일 용담공립보통학교 설립인가
- 1912년 5월 1일 용담공립보통학교 개교(4년제)
- 1923년 3월 31일 수업연한 6년제로 변경(남자)
- 1926년 2월 19일 수업연한 6년제로 변경(여자)
- 1938년 4월 1일 용담공립심상소학교로 개칭
- 1941년 4월 1일 용담공립국민학교로 개칭(6학급 편성)
- 1951년 9월 1일 송풍분교장 설립, 2학년 1학급으로 개교
- 1961년 1월 18일 송풍국민학교로 인가
- 1981년 3월 10일 병설유치원 개원
- 1996년 3월 1일 용담초등학교로 개명
- 1997년 2월 19일 제84회 졸업(총 5,211명 졸업)
- 1997년 3월 1일 제21대 박희수 교장 부임
- 1998년 3월 1일 송풍초등학교로 합병

## 동문
동창확인.